# Blocus de La Rochelle
Guerres de Religion
Batailles
Guerres de Religion en France
Prélude
- Mérindol (1545)
- Amboise (1560)
- Colloque de Poissy (1561)

Première guerre de Religion (1562-1563)
- Édit de Saint-Germain (1562)
- Massacre de Wassy (1562)
- Toulouse (1562)
- Vergt (1562)
- Rouen (1562)
- Dreux (1562)
- Orléans (1563)
- Paix d'Amboise (1563)

Deuxième guerre de Religion (1567-1568)
- Surprise de Meaux (1567)
- Michelade (1567)
- Saint-Denis (1567)
- Chartres (1568)
- Paix de Longjumeau (1568)

Troisième guerre de Religion (1568-1570)
- Jarnac (1569)
- La Roche-l'Abeille (1569)
- Poitiers (1569)
- Orthez (1569)
- Montcontour (1569)
- Pamproux (1569)
- Saint-Jean-d'Angély (1569)
- Arnay-le-Duc (1570)
- Rabastens (1570)
- Paix de Saint-Germain-en-Laye (1570)

Quatrième guerre de Religion (1572-1573)
- Saint-Barthélemy (1572)
- Sancerre (1572-1573)
- Sommières (1573)
- La Rochelle (1573)

Cinquième guerre de Religion (1574-1576)
- Dormans (1575)
- Édit de Beaulieu (1576)

Sixième guerre de Religion (1577)
- Paix de Bergerac (1577)
- Édit de Poitiers (1577)

Septième guerre de Religion (1579-1580)
- Traité de Nérac (1579)
- Paix du Fleix (1580)

Huitième guerre de Religion (1585-1598) 
Guerre des Trois Henri

- Traité de Joinville (1584)
- Édit de Nemours (1585)
- Jarrie (1587)
- Coutras (1587)
- Vimory (1587)
- Auneau (1587)
- Journée des Barricades (1588)
- Arques (1589)
- Ivry (1590)
- Paris (1590)
- Journée des Farines (1591)
- Chartes (1591)
- Poncharra (1591)
- Châtillon (1591)
- Rouen (1591-1592)
- Craon (1592)
- Port-Ringeard (1593)
- Fort Crozon (1594)
- Fontaine-Française (1595)
- Doullens (1595)
- Amiens (1597)
- Édit de Nantes (1598)

Rébellions huguenotes (1621-1629)
- Saumur (1621)
- Saint-Jean-d'Angély (1621)
- La Rochelle (1621)
- Montauban (1621)
- Riez (1622)
- Royan (1622)
- Sainte-Foy (1622)
- Nègrepelisse (1622)
- Saint-Antonin (1622)
- Montpellier (1622)
- Saint-Martin-de-Ré (1622)
- Traité de Montpellier (1622)
- Blavet (1625)
- Île de Ré (1625)
- Traité de Paris (1626)
- Saint-Martin-de-Ré (1627)
- La Rochelle (1627-1628)
- Privas (1629)
- Alès (1629)
- Montauban (1629)
- Paix d'Alès (1629)

Révocation de l'édit de Nantes (1685)
Le blocus de La Rochelle eut lieu en 1621-1622 lors de la répression de la première des révoltes huguenotes par Louis XIII,.

## Description de la place de La Rochelle en 1622
« Construite à l'extrémité d'un chenal, orienté du sud-ouest au nord-ouest d'une largeur de 740 toises et de plus d'une lieue de longueur la place pouvait être ravitaillée et secourue par la mer.
La première enceinte garnie de tours demi-circulaires, de donjons crénelés, de 5 portes bien remparées, était entourée d'un large fossé, alimenté par la mer, flanqué de bastions à oreillons et de ravelins, entourés eux-mêmes de fossés, que des glacis et des chemins couverts protégeaient.
La ville du Moyen Âge et de la Renaissance ainsi que le port de guerre y étaient enserrés. La muraille s'appuyait au chenal, sur un front de 600 toises. Au milieu s'ouvrait la porte de la mer, barrée par une chaîne de fer et défendue par 2 grosses tours. 2 forts bastionnés couvraient, à l'est la porte Saint-Nicolas et à l'ouest la porte des Deux-Moulins. L'enceinte était un trapèze de 2 000 toises, dont le côté est se creusait en courtine.
En avant de cette courtine, et sur une longueur de 650 toises, un front bastionné, d'après la méthode de Jean Errard de Bar-le-Duc, formait entre les portes Saint-Nicolas et de Congne, une seconde enceinte, qui couvrait la ville neuve, en ménageant de vastes places d'armes pour le rassemblement et les exercices des 30 000 bourgeois, soldats ou matelots, prêts à mourir pour leur religion et leur indépendance.
L'hôtel de ville, le marché couvert, les temples, les églises... étaient autant de réduits pour la défense pied à pied. Les faubourgs Saint-Éloi et de Colombier formaient les avancées de la place, que des marais impraticables entouraient.
Le promontoire de Chef-de-baie donnait accès dans le chenal, au sud-ouest, du côté de la haute-mer. La pointe de Coureuil lui faisait face, à l'extrémité sur l'autre rive. Les assiégeants pouvaient fermer l'accès au canal en s'établissant sur ces deux positions. »

## Ordre de bataille
Ont fait partie de l'armée de siège (à compléter) :
- Régiment de Brassac (1621)
- Régiment de Champagne (1622)
- Régiment de Maillé (1622)
- Régiment de Sainte-Gemme (1622)
- Régiment de Saint-Luc (1622)
- Régiment de Saint-Vivian (1621)
- Régiment de Sennectère (1622)
- Régiment de Soissons (1622-1630) (1622)
- Régiment de Thémines (1621)

## Le blocus de 1621
En juin 1621, Louis XIII assiégea et prit la ville de Saint-Jean-d'Angély, point stratégique pour contrôler les abords de la forteresse huguenote qu'était La Rochelle. Sur mer, les efforts de la marine royale restèrent inefficaces, du fait que de nombreux petits navires pouvaient facilement passer entre ceux de la Marine royale et qu'en général c'étaient les huguenots qui avaient la maîtrise de la mer. À un moment donné, ils attaquèrent le port de Brouage et essayèrent de le bloquer en coulant à son entrée des navires remplis de pierres. Ne pouvant entreprendre un siège de cette importance, que par terre et par mer, le Roi n'ayant pas de flotte de guerre suffisante, ajourna l'entreprise. Il envoya toutefois une petite armée, sous les ordres duc d'Épernon, pour bloquer La Rochelle. Le 7 août 1621, le colonel-général se présente avec le régiment de Castel-Bayard et prend ses quartiers à la Jarrie. Pendant ce temps Louis XIII prit la décision de se porter vers le sud avec le gros de ses troupes en soumettant la Guyenne, en assiégeant Clairac sur le Lot, du 23 juillet au 4 août puis en assiégeant Montauban,.
En août, l'armateur Jean Guiton est nommé par le Conseil de la Ville amiral de la flotte de La Rochelle, avec 16 unités et 90 canons. La flotte de La Rochelle sous ses ordres opéra au moins quatre sorties contre la flotte royale, commandée par le comte de Soissons, le duc de Guise, M. de Saint-Luc et Isaac de Razilly, et non sans succès. En octobre, Razilly, à la tête d'une flotte française de 13 navires avec 124 canons, stationna au large dans le Pertuis Breton, mais le 6 octobre, en deux rencontres, Jean Guiton réussit à les contraindre à la retraite avant de réussir aussi à se rendre maître de l'île d'Oléron. Le 6 novembre, Jean Guiton attaqua Brouage, où étaient stationnés 25 navires du roi, et il bloqua l'entrée du port en y coulant des navires.

## Le blocus de 1622
Les huguenots essuyèrent cependant un échec quand Soubise fut vaincu par les troupes royales aux marais de Riez le 16 avril 1622. Le bas-Poitou était désormais vidé de tous les huguenots, mais ils restaient toutefois en rébellion de La Rochelle à Aigues-Mortes et dans le Midi. Louis XIII résolut d'entreprendre la pacification de son royaume. Le 19 avril il part pour assiéger Royan qui fermait à ses vaisseaux l'entrée de la Gironde, y arrive le 4 mai et prend la ville le 11. Avant de passer de Saintonge en Guyenne, le Roi voulut arrêter les incursions des Rochelais, au moins sur la terre ferme. Il confia le blocus de La Rochelle à son cousin Louis comte de Soissons qu'il fit général de l'armée d'Aunis lui adjoignant le maréchal de Vitry pour lieutenant général et du Bourg-l'Espinasse, Vignolles et la Ferté-Senneterre pour maréchaux de camp. Les troupes comprenaient 600 chevau-légers et carabins sous le commandement du marquis de Nesle et 8 000 fantassins dont le régiment de Champagne commandé par Pierre de La Mothe-Arnaud dit Arnaud du Fort.
Le comte de Soissons fait immédiatement commencer, à bonne portée de l'entrée du port et sur un monticule par le régiment de Champagne, une redoute armée de canons et établit le reste de ses forces entre la ville et la mer du village de Laleu au faubourg de Colombier. Il voulait ainsi s'opposer au débarquement de secours et se tenir en relation avec les escadres royales de Razilly et de Saint-Luc qui croisaient entre les embouchures de la Loire et de la Gironde afin de défendre la côte contre les entreprises de Jean Guiton et ses 39 navires. Alors que Champagne travaillait aux terrassements de la redoute, qui deviendra fort Louis, un vaisseau protestant s'échoua et le régiment courut à marée basse avec 400 hommes et y mit le feu. Pendant ce temps, Pompeo Targone (it), un Italien intendant des ingénieurs de France, chargé de préparer l'investissement de La Rochelle, résolut d'en fermer le port. Il invente à cette intention, une estacade mobile, une chaîne de fer fixée sur 4 pieux, une batterie flottante et d'autres machines. Toutefois au premier coup de mer, la chaîne fut brisée, la batterie coulée et les machines détruites.
Une autre rencontre importante fut la bataille navale de Saint-Martin-de-Ré en octobre 1622. Comme le conflit s'éternisait, cependant, le roi et les huguenots acceptèrent en 1622 le traité de Montpellier qui maintenait les privilèges des huguenots. Bien que La Rochelle eût exigé la destruction de Fort Louis, Louis XIII temporisa et réussit à le maintenir.
Cette menace constante sur la ville devait contribuer à encourager les conflits ultérieurs, en particulier la reprise de l'Île de Ré par les troupes royales en 1625, et le siège de La Rochelle de 1627-1628.

### Sources et bibliographie
- (en) Cet article est partiellement ou en totalité issu de l’article de Wikipédia en anglais intitulé « Blockade of La Rochelle » (voir la liste des auteurs).
- (en) William Shergold Browning, A History of the Huguenots, Londres, Whittaker and Co., 1842, 304 p. (lire en ligne), p. 233
- (en) James Ronald Mulryne, Helen Watanabe-O'Kelly et Margaret Shewring, Europa triumphans : court and civic festivals in early modern Europe, vol. 2, Ashgate Publishing, Ltd., 2004, 467 p. (lire en ligne), p. 123